# Passchier Borreman
Pour les articles homonymes, voir Borreman et Borremans.
Passier, Paschier, Passchier ou Pasquier Borreman, parfois (avec génitif) Borremans, mais le plus souvent Borman est un sculpteur sur bois de l'Art gothique tardif, actif dans la première moitié du XVIe siècle. 

## 1510
Peut-être est-il le fils du sculpteur Jan Bor(re)man(s) l’Ancien et le frère de Jan Borreman(s) le Jeune, l’auteur du retable de la Passion de Güstrow.
Il fut l'un des artisans à avoir reçu la commande, en 1509-1510, d’un modèle en bois pour l’une des statues de cuivre, destinées à la grille clôturant la place des Bailles devant le palais du Coudenberg à Bruxelles, devenue la source d’inspiration du dessin du nouveau square du Petit Sablon, l’œuvre de l’architecte Henri Beyaert et de plusieurs sculpteurs du XIXe siècle. Pour cela, il reçut huit sols.  Aussi modeste que soit cette rémunération, ce montant n’en prouve pas moins que le sculpteur a dû avoir connu une certaine appréciation, assez pour être convié à participer à une entreprise d’envergure.  La réalisation a été confiée au plus grand sculpteur de son époque aux Pays-Bas, Jan Borreman l'Ancien. 
Dans un laps de temps qui va de 1509 (quand il travailla pour la chapelle Saint-Eloi) jusqu'en 1537, (quand il travailla pour l'église de l’hospice Saint-Pierre à Bruxelles), il produisit de nombreuses œuvres pour la plupart perdues.  Si leur valeur peut se mesurer aux montants déposés pour elles, elle témoigne de ses compétences.
Le 5 novembre 1509, il obtint le contrat pour trois poincten (décorations) à sculpter pour le retable de la chapelle de la Confrérie de Saint-Éloi.  L’Hospice Saint-Pierre lui offrira un contrat semblable en 1517-1518.  Il a été chargé de la fabrication de quatre décorations sculptées pour la base de l'autel de Saint-Pierre.  Il a également effectué des réparations sur la même œuvre.  Pour cela, il reçut deux livres, cinq shillings et six deniers de gros.

## 1520
Sur deux figurines, Borreman a signé le retable extraordinaire, non polychrome, de saint Crépin et saint Crépinien de l'église Sainte-Waudru à Herentals.  Des retables sculptés en bois, celui-ci représente donc un des rares de la période à avoir été signé.  Il est daté d’environ 1520.  Un peintre en fit peut-être le dessin qui a servi de modèle.  Un nettoyage irresponsable dans un temps ultérieur, un manque d'argent ou une conception esthétique qui fit que l’on préféra le travail particulièrement élaboré et que l’on voulut préserver ce dernier de l’endommagement causé par une couche polychrome expliquent peut-être pourquoi cette dernière manque ici.
En 1522-1523, il fit un retable avec l’image de la Vierge Marie pour la chapelle de l'hospice Saint-Pierre à Bruxelles, pour lequel il reçut quatre livres et seize sols de gros, ainsi que quatre sols comme pourboire destinés à ses employés.  L'année suivante, il reçut de nouveau quatre livres de gros pour un travail similaire et pour avoir soit installé soit créé un autre retable pour l’autel de saint Paul.  En 1524-1525, il lui fut payé douze sols de gros pour avoir effectué des travaux au premier cité de ces autels et sur lequel aucun accord n'a été atteint. 
Il passa l’année 1529-1530 à travailler à un autel du Saint-Sacrement pour la même église. Il reçut soixante florins du Rhin pour ce travail qui, à en juger le prix, a dû être très important.  Ses collaborateurs reçurent un pourboire d'une valeur de sept sols.  Le soubassement de pierre blanche, sur lequel reposait le retable, fut livré par Hendrik van Hoolaer.  Philibert Beeckmans en créa le dessin dans le courant des années 1529-1530.  En tant que peintre, Jan Tons fut associé à toutes ces commandes pour l'hospice Saint-Pierre.
Les documents d'archives indiquent que Passchier reçut d'autres commandes, en 1530-1531 ; une pour deux statues destinées à l’autel de la Vierge Marie dans la même chapelle, et une autre pour couvrir de polychromie la statue d’un sauvage, sous le retable.  De plus, la même année, il ajouta deux évangélistes à une chaire de vérité, qui avaient manqué jusque-là.  Il sculpta une sainte Catherine pour le retable et fit le dessin pour une grille entourant celui-ci.  Cette grille fut réalisée par le fondeur Gilles van den Eynde et pesait 114 livres.  Pour la fonte, le Malinois reçut quatre livres et dix schellings de gros.

## 1530

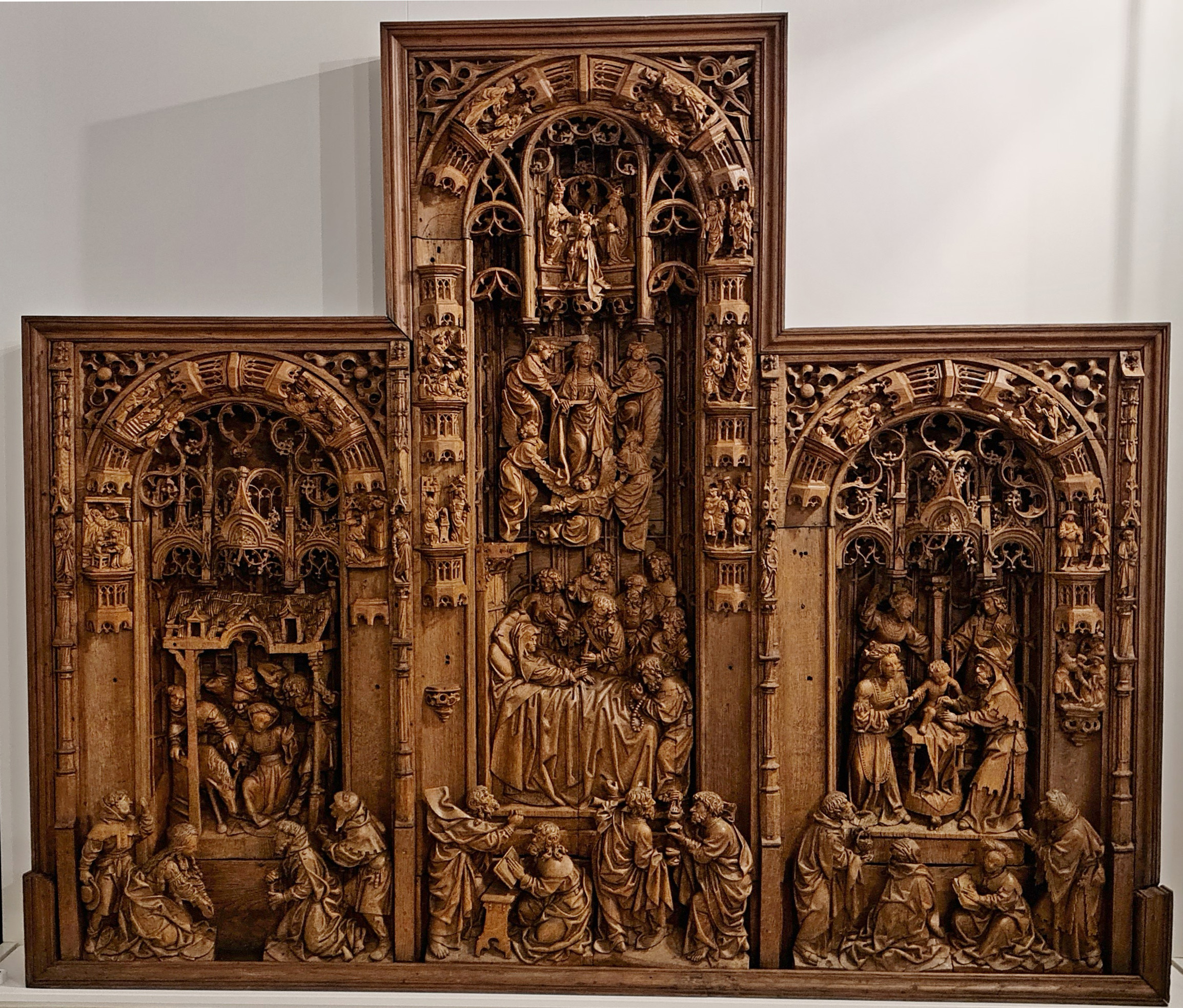
Retable de la Vierge.
Chapelle seigneuriale de Boussu

Borreman travailla à nouveau pour l’hospice Saint-Pierre de Bruxelles en 1533-1534.  Cette année, il fabriqua un retable pour l’autel de saint Paul à l’église.
On ne peut déduire du fait que son nom n’apparaît plus dans les comptes de l’hospice Saint-Pierre après la date susmentionnée, qu’il serait mort vers cette époque.  Après 1537, les comptes ne font simplement plus mention des travaux faits à l’église.
De toutes les œuvres mentionnées ci-dessus, aucune n’a survécu, à l’exception de celle à Herentals.  Sur des bases stylistiques, on attribue parfois à Borreman, le retable dédié à la Vierge Marie de l’église Notre-Dame à Lombeek-Notre-Dame.
On lui attribue également le retable de la Vierge actuellement installé dans la chapelle seigneuriale de Boussu.